# Gauaqui (Fariabe)
Gauaqui (Gāwaki) é uma vila na província de Fariabe, situada no noroeste do Afeganistão.